# La Balandra
La Balandra és una obra de Torroja del Priorat (Priorat) inclosa a l'Inventari del Patrimoni Arquitectònic de Catalunya.

## Descripció
Edifici de planta aproximadament quadrada o lleugerament romboïdal d'uns 22 m de costat, bastit de paredat amb reforç de carreus als angles i arrebossat, cobert per una teulada de teula a dues vessants. Té planta i soterrani, al que s'accedeix directament des de la part baixa de la casa a causa del desnivell sobre la qual és bastida. El soterrani té tres tramades amb voltes d'aresta i conté tines i cups diversos. Al primer pis o planta principal hi ha diverses habitacions i una gran sala, destinada a la recepció de mercaderia.

## Història
L'edifici fou construït en una època no precisada per la Cartoixa d'Scala Dei per a percebre el delme en espècies. Com els altres béns de la Cartoixa fou desamortitzat i venut, el 1840, a Ramon Pagès, del mateix poble, per 22000 rals. Darrerament hom hi ha instal·lat una planta embotelladora, l'única de què disposa Torroja del Priorat, per a comercialitzar el vi. L'edifici, doncs, constitueix ara un celler reconegut pel Consell Regulador de la Denominació d'origen Priorat.